# شانشي فليم
شانشي فليم هو فريق كرة سلة صيني للسيدات. ينافس في الدوري الصيني لكرة السلة للسيدات. لفت الفريق الأنظار عندما أعلنت نجمة الاتحاد الوطني لكرة السلة النسائية مايا مور أنها ستلعب معه في موسم 2012-2013. من أبرز اللاعبات اللاتي لعبن معه إبوني هوفمان.